# 第三十届摔角狂热大赛
第三十届摔角狂热大赛（英語：WrestleMania XXX）是世界摔角娱乐（WWE）按次付费观看节目摔角狂热的第三十届赛事。赛事于2014年4月6日在美国路易斯安那州新奥尔良梅赛德斯奔驰超级巨蛋举行，是首个按次付费观看电视网和新的流媒体服务WWE电视网同步现场直播的WWE赛事。共有七场职业摔角比赛在节目中进行，另有一场热身赛在WWE电视网播出。
丹尼尔·布莱恩在主体赛事的首场比赛中击败三大H，获得三重威胁主战赛的资格，并在主战赛上击败巴蒂斯塔和兰迪·奥顿，成为新任WWE世界重量级冠军。本届赛事也因送葬者“21-0”的连胜纪录被布洛克·莱斯纳打破而著名。
WWE表示本届赛事的门票收入为1090万美元，预计给新奥尔良的经济带来1422万美元的收益。赛事获得大量好评。《SLAM! Wrestling》给节目打出4.5分（5分满分），《职业摔角火炬报》打出8.75分（满分10分），《皮卡尤恩时报》表示比赛“壮观”。

## 制作

### 背景
摔角狂热大赛是WWE的旗舰级赛事，被誉为体育娱乐界的超级碗。
2013年2月18日，WWE宣布第三十届摔角狂热大赛将在新奥尔良梅赛德斯奔驰超级巨蛋举行，赛事又称“WrestleMania 30”。8月12日，赛事的旅行套票开售，内含赛事门票、酒店住宿费用、摔迷零距离等活动、2014年名人堂典礼及下周Raw的门票，最便宜的为795美元/人。11月16日，个人门票在特玛捷票务开售，价格从25美元到850美元不等。而透过按次付费观看电视订阅摔角狂热需55-70美元。WWE也于全新的电视网在线流媒体服务直播赛事，六个月合同每月仅需9.99美元。摔角狂热是首个同时在付费电视和电视网播出的赛事。
本届赛事是摔角狂热首次在路易斯安那州举行。赛事的三首主题曲分别为摇滚小子的《普天同庆》（Celebrate）、埃米纳姆的《遗产》和马克·科利的《时光印记》（In Time）。赛事的宣传海报由付费节目提供商In Demand发布，海报口号为“laissez les bons temps rouler”（英語：享受好时光）。摔角狂热的场馆布置由约400名工人打造，历时两个多星期，组装设备需由85辆车挂车运载。
2014年1月下旬的皇家大战过后，CM朋克据称已与WWE合法解约，WWE遂停止在后来的赛事中宣传他。《职业摔角火炬》编辑韦德·凯勒（Wade Keller）曾分析朋克会加入到丹尼尔·布莱恩的摔角狂热之旅中。2014年5月，布莱恩接受采访时透露，他认为朋克退出后，公司把摔角狂热的大焦点放在了他的身上。
丹尼尔·布莱恩以庄家青睐之人的身份参赛，最有希望夺冠，然而最有可能获胜的是送葬者，《福布斯》杂志认为赛果众望所归。

### 剧情
本届摔角狂热中的比赛涉及到摔角手们赛前的争斗、情节和剧情线剧本，剧情在WWE主要的电视节目Raw和SmackDown播出。摔角手将被描绘成正反两派，根据一系列比赛建立摔角比赛或系列比赛的紧张或高潮局面。
丹尼尔·布莱恩长达八个月的摔角狂热之路始于2013年8月的夏日狂潮，当时他与三大H和兰迪·奥顿展开剧情。自六月以来，布莱恩被职业摔角业界的评论家和资深人士评为WWE最顶尖的表演者之一，地位的迅速提升，让布莱恩得以在夏日狂潮上争夺冠军。在比赛上，布莱恩击败约翰·塞纳，赢得首个WWE冠军，而三大H则担任特邀嘉宾裁判。赛后，三大H凭借袭击布莱恩转为反派，直接让奥顿兑现合约公文包夺取夺冠机会。奥顿压制了被打倒的布莱恩，得到WWE冠军。夏日狂潮过后，三大H声称蓄意打击布莱恩是“商业上的决策”，布莱恩不适合当公司为冠军挑选的那种摔角手，三大H和斯蒂芬妮·麦克马洪（随后成为全权夫妇）认为奥顿才是“WWE的招牌”。接下来的几个月里，布莱恩不断扰乱比赛，试图获得WWE冠军。布莱恩在冠军之夜上击败了奥顿，夺回WWE冠军，但由于裁判斯科特·阿姆斯特朗计数时太快，三大H在第二天的Raw上剥夺了布莱恩的冠军头衔。在战争之王上，布莱恩和奥顿的比赛因大秀袭击了两人而告终（大秀在之前的几周被全权夫妇操纵），导致冠军空缺。随后，丹尼尔在地狱牢笼上再次与奥顿争夺空缺的冠军，三大H干涉比赛时被布莱恩袭击，导致特邀嘉宾裁判肖恩·迈克尔斯袭击布莱恩，从而让奥顿获得WWE重获冠军。

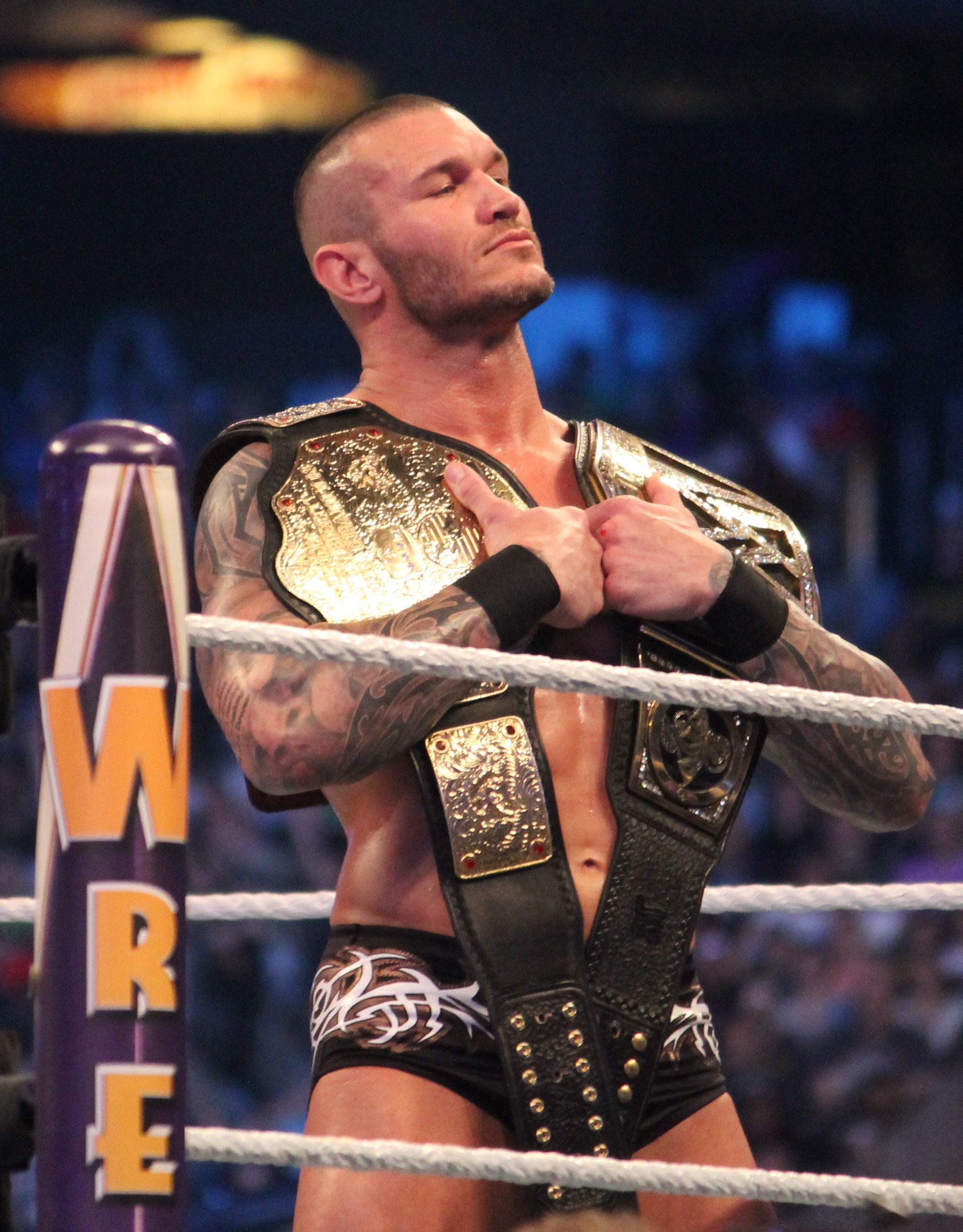
兰迪·奥顿要在摔角狂热上捍卫WWE世界重量级冠军。

在桌梯椅大赛上，WWE冠军兰迪·奥顿击败了世界重量级冠军约翰·塞纳，两个冠军统一为新的WWE世界重量级冠军。2014年1月，巴蒂斯塔自2010年5月负伤离开以来首次回归WWE，并及时地赢得2014年的皇家大战，获得在第三十届摔角狂热大赛上挑战WWE世界重量级冠军的机会。巴蒂斯塔获胜和丹尼尔·布莱恩缺阵皇家大战，被现场的观众报以极大嘘声。在铁笼密室淘汰赛上，兰迪·奥顿成功卫冕冠军，确立了在摔角狂热上对阵巴蒂斯塔的WWE冠军比赛（巴蒂斯塔在比赛中淘汰阿尔伯托·德·里奥时被观众喝倒彩）。丹尼尔·布莱恩也参加了铁笼密室淘汰赛，但受隶属于全权夫妇的运营总监凯恩干扰而最后一个被淘汰。
因全权夫妇不断干扰WWE世界重量级冠军头衔赛沮丧过后，布莱恩要跟三大H在摔角狂热上比赛。然而三大H拒绝了布莱恩的挑战，布莱恩于是在3月10日的Raw上带来一大批摔迷占领擂台，拒绝离场。三大H一气之下同意了布莱恩在摔角狂热上比赛的要求，条件是如果布莱恩赢了，就可以参加WWE世界重量级冠军赛。3月17日的Raw，三大H表达了他对奥顿和巴蒂斯塔的失望，随后改变了他自己定的比赛规则，确保他和布莱恩之间的胜者能参加WWE世界重量级冠军头衔赛，于是把头衔赛改为三重威胁赛。
2月24日的Raw上，布洛克·莱斯纳和他的经纪人保罗·海曼表达了他们对莱斯纳不能在摔角狂热上参加WWE世界重量级冠军头衔赛的不满。相反，全权夫妇给莱斯纳提供了一份可以在摔角狂热上挑战任何人的合同。合同的签订仪式被回归的送葬者打断，跟莱斯纳起火花。于是莱斯纳把送葬者定位摔角狂热上的对手，送葬者接受莱斯纳的挑战，他用钢笔捅了莱斯纳，一记锁喉抛摔把莱斯纳砸在桌子上。比赛就此定了下来，莱斯纳尝试打破送葬者21-0的摔角狂热不败纪录。
在皇家大战上，由布雷·怀亚特领导的怀亚特家族，让约翰·塞纳丢失了对阵兰迪·奥顿的WWE世界重量级冠军头衔赛。到了铁笼密室淘汰赛，怀亚特家族在争夺同一冠军的头衔赛上偷袭了塞纳，导致塞纳被淘汰。怀亚特被结束由塞纳开启的“谎言时代”的欲望驱使着，因为他想要让塞纳身为道德、良知和权力捍卫者的面目暴露给全世界，而这些仅仅是个空洞幻想。塞纳证明这只是个想毁他名誉的骗局，但怀亚特希望更进一步，把塞纳逼成怪物。在3月10日的Raw上，塞纳向怀亚特发出在摔角狂热比赛的战书，怀亚特接受。

## 赛况

### 热身赛
热身赛分为两半场，每个半场一个小时，上半场可以在WWE官网、Youtube及其他社交媒体免费观看，而下半场（包含暖场赛）只能在WWE电视网观看。
乔什·马修斯、米克·弗雷、布克·T和肖恩·迈克尔斯在场边分析比赛，退役的国家橄榄球联盟中后卫肖恩·梅里曼、吉米·哈特、艾利克斯·莱利和崔西·斯特拉特斯中途加入。蕾妮·杨主持社交媒体讨论，而拜伦·萨克斯顿和汤姆·菲利普斯负责后台采访。
暖场赛是四强争霸大赛，争夺WWE双打冠军，在现任冠军乌索兄弟（吉米·乌索和杰伊·乌索、RybAxel（莱贝克和柯蒂斯·阿克塞尔）、由马斯卡里塔·多拉达带领的斗牛犬组合（蒂亚戈和费尔南多）和由泽比·柯尔特带领的纯种美国人（凯撒罗和杰克·斯瓦格）。本场比赛采用淘汰制。开赛五分钟后，费尔南多被斯瓦格用终结技爱国者锁腿（Patriot Lock），之后凯撒罗吃了雷贝克一记欧洲式勾拳后被扔向空中，随后凯撒罗用终结技正面摔（Neutralizer）压制了莱贝克，在第11分钟淘汰了RybAxel。随后，杰伊·乌索把凯撒罗扔给斯瓦格，乌索兄弟联手使出双重正面踢，上绳飞砸凯撒罗赢得比赛，保住了冠军。斯瓦格指责凯撒罗输掉比赛，给了凯撒罗一记爱国者锁腿。柯尔特要求两人放下成见，但凯撒罗送给斯瓦格一记巨人风车后愤愤离场。

### 杂项
赛事的英文解说员有杰利·劳勒、JBL和迈克尔·科尔，场边还有西班牙语和法语解说员。贾斯汀·罗伯斯担任擂台播报员。查理斯·鲁宾森和约翰·肯恩分别裁判三大H和约翰·塞纳的比赛。

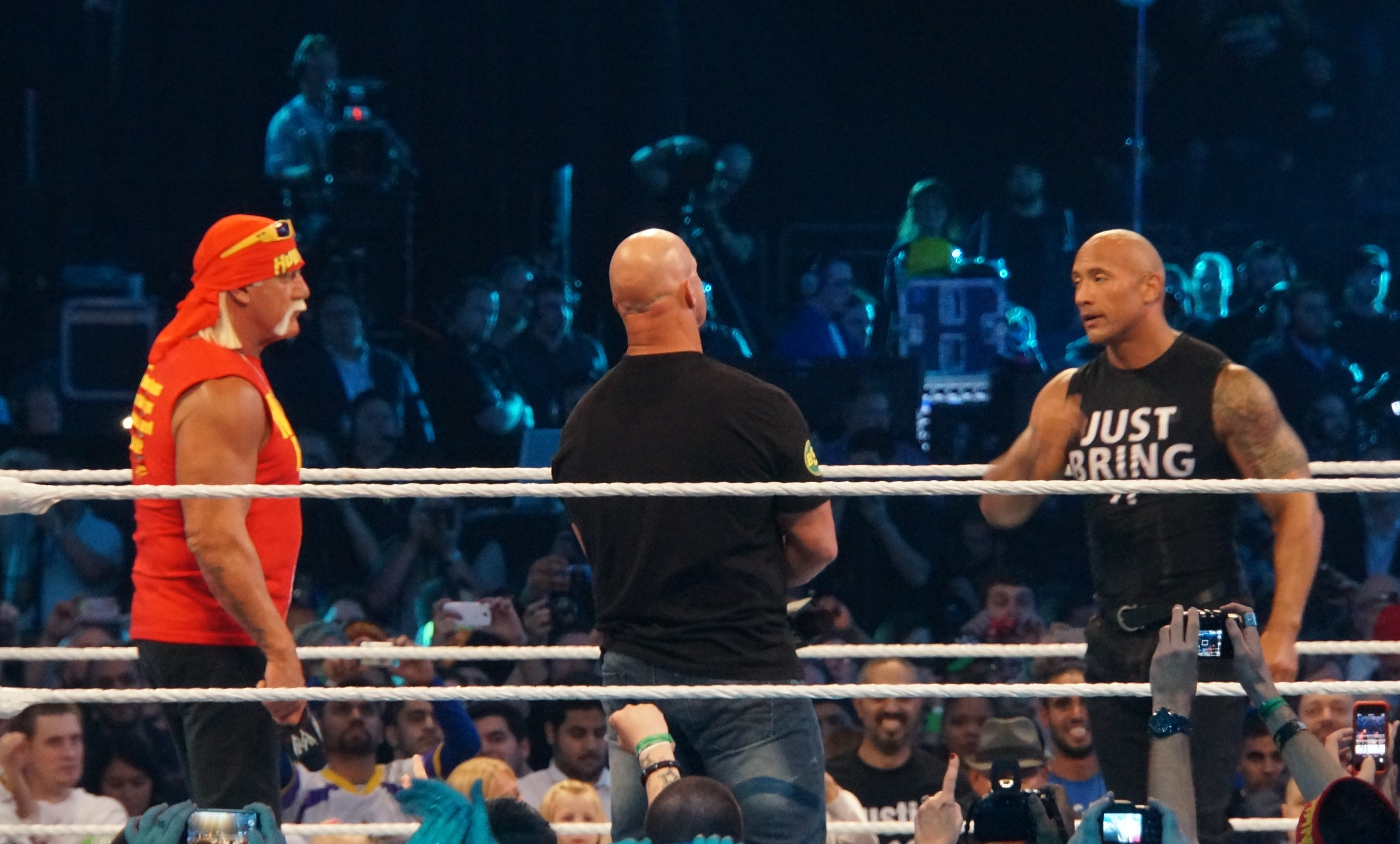
胡克·霍根（左）、冷石·史蒂夫·奥斯丁（中）和洛克（右）共同揭开赛事

赛事期间，2014年WWE名人堂成员杰克·“蛇王”·罗伯兹、T先生、保罗·贝尔（其儿子代表登场）、卡洛斯·科隆、丽塔、剃刀雷蒙和终极战士在霍华德·芬克尔的介绍下，与观众亮相。许多退役选手出现在两个后台片段中，吉米·杜根、斯劳格赫特尔中士、瑞奇·斯坦伯、“百万富翁”泰德·迪比亚兹和罗恩·西蒙斯在第一个片段中亮相，第一届摔角狂热大赛的选手胡克·霍根、T先生、罗迪·派彭、保罗·奥恩多夫、派特·派特森和格恩·奥克兰则出现在第二个片段。同时，名人堂成员布鲁诺·山玛提诺、哈利·瑞斯、鲍勃·贝克兰、德斯提·罗兹和布雷特·哈特则在场边观赛。